# 人民阵线 (智利)
人民阵线（西班牙語：Frente Popular）是智利历史上的一个左翼政党联盟，存在于1937年5月6日—1941年2月16日，当时正处“总统制共和国”时期。该联盟的成员包括智利激进党、智利社会党、智利共产党、民主党和社会主义激进党以及智利工人联盟、阿劳卡尼亚联合阵线、争取智利妇女解放运动等社会团体。人民阵线全国执行委员会第一任主席是加布里埃尔·冈萨雷斯·魏地拉。